# Miljenka Androić
Miljenka Androić (12. veljače 1954.) je hrvatska kazališna, televizijska i filmska glumica.

## Filmografija

### Televizijske uloge
- "Počivali u miru" kao Zlata (2013.)
- "Sve će biti dobro" kao Lela Brozović (2009.)
- "Zauvijek susjedi" kao frizerka (2007. – 2008.)
- "Cimmer fraj" kao Dorotea Šmiciklas (2007.)
- "Bibin svijet" kao profesorica Morić (2007.)
- "Odmori se, zaslužio si" kao prodavačica Ivka/knjižničarka (2006.; 2013.)
- "Balkan Inc." kao Stana (2006.)
- "Ljubav u zaleđu" kao Hojakova tajnica (2006.)
- "Villa Maria" kao kuharica Maca (2004. – 2005.)
- "Naša kućica, naša slobodica" (1999.)
- "Obiteljska stvar" kao medicinska sestra (1998.)
- "Luka" kao čistačica (1992.)
- "Zagrljaj" (1988.)
- "Nepokoreni grad" kao Vera (1982.)
- "Prizori iz obiteljskog života" (1979.)
- "Punom parom" (1978.)
- "Marija" kao Marijina kći Vera (1977.)

### Filmske uloge
- "Simon Magus" kao Vanda (2013.)
- "Bella Biondina" kao Sporkacona #2 (2011.)
- "Svjedoci" kao Vera (2003.)
- "Polagana predaja" kao blagajnica #2 (2001.)
- "Holding" (2001.)
- "Komanšeov teritorij" kao farmerova žena (1997.)
- "Prepoznavanje" kao barmenica (1996.)
- "Djed i baka se rastaju" kao žena na groblju (1996.)
- "Michelle ide u rat" (1994.)
- "Vrijeme za..." (1993.)
- "Povratak Katarine Kožul" (1989.)
- "Kanarinčeva ljubovca" (1988.)
- "Jedan cijeli ljudski vijek" (1984.)
- "Ustrijelite Kastora" (1982.)
- "Nemir" (1982.)
- "Lidija" (1981.)
- "Posljednji dan" (segment "Pisma mornaru") (1979.)
- "Uvod u novinarstvo" (1979.)
- "Istarska rapsodija" kao Mare (1978.)
- "Tomo Bakran" kao Lidija (1978.)
- "Bombaški proces" (1977.)
- "Slučaj maturanta Wagnera" (1976.)
- "Izbavitelj" kao djevojka koja se pretvara u štakoricu (1976.)

## Vanjske poveznice
- Miljenka Androić u internetskoj bazi filmova IMDb-u (engl.)
- Stranica na Film.hr  Arhivirana inačica izvorne stranice od 12. lipnja 2007. (Wayback Machine)